# Meurtres à La Ciotat
Meurtres à La Ciotat est un téléfilm français réalisé par Dominique Ladoge, faisant partie de la collection Meurtres à, diffusé pour la première fois, en Belgique, le 10 avril 2016, sur La Une (RTBF) et, en France, le 24 septembre 2016 sur France 3.

## Synopsis
Un corps est découvert pendu dans un hangar des chantiers navals de La Ciotat. Anne Sauvaire, une jeune commissaire, est chargée de l'affaire. Ses collègues ne lui font guère confiance et le procureur lui met une certaine pression. De plus, elle se voit contrainte de collaborer avec un journaliste, Batti Vergniot, qui connaît bien la ville et son histoire. Cela tombe bien car la clé de l'affaire semble se situer dans les secrets d'un événement qui s'est déroulé le 2 novembre 1980, en plein conflits sociaux et l'omertà règne à La Ciotat. Un deuxième meurtre complique encore l'affaire,...

## Fiche technique[3],[4]
- Réalisation : Dominique Ladoge
- Scénario : Elsa Chabrol
- Directeur de la photographie : Bruno Privat
- Chef décorateur : Nicolas Prier
- Musique : Nicolas Jorelle
- Costume : Brigitte Calvet
- Maquillage : Christine Giugno
- Casting : Michael Taupin
- Directeur de production : Pierre Dufour
- Producteurs : Philippe Schirrer, Serge Hugon
- Sociétés de production : Neutra Production, France 3
- Genre : Policier
- Durée : 1 h 30 minutes
- Dates de première diffusion : 
  - en  Belgique, le 10 avril 2016 sur La Une
  - en  France, le 24 septembre 2016 sur France 3.

## Distribution[3],[4]
- Élodie Varlet : Commissaire Anne Sauvaire (Antona)
- Philippe Bas : Batti Vergniot
- Olivier Pagès : Denis / Gérard Korba
- Julie Boulanger : Amy Janin
- Denis Braccini : Fred Pierrard
- Moussa Maaskri : Salvy
- Géraldine Loup : Mylène
- Didier Bourguignon : Jean-Marie Korba
- Isalinde Giovangigli : Marilou Korba
- Jean-Marc Ravera: Un ouvrier des chantiers

## Tournage
Le tournage a eu lieu du 16 décembre 2015 au 18 janvier 2016 à La Ciotat et ses environs, notamment au port de plaisance, au Musée Ciotaden, à la Calanque de Figuerolles, sur la Corniche Arène Cros et bien sûr sur les chantiers navals.

## Accueil critique
Télé Loisirs accorde 3 étoiles sur 5 (« pas mal ») au téléfilm, jugeant l'« intrigue [...] suffisamment fouillée et complexe pour tenir en haleine de bout en bout » mais déplorant « quelques facilités scénaristiques ». Le magazine note que le duo Varlet/Bas « fonctionne [...] très bien », ce que conteste Télérama qui juge l'« alchimie peu convaincante entre les deux héros ». Quant à l'intrigue, Télérama la décrit comme « cousue de fil blanc » reprochant les « incohérences et [une] progression trop aisée de l'enquête [qui] nuisent à la crédibilité de l'ensemble ». 

## Audience
- France : 3,57 millions de téléspectateurs (première diffusion) (17,4 % de part d'audience)

Lors de sa première diffusion sur France 3, le 24 septembre 2016, le téléfilm a réuni 3 568 000 téléspectateurs, en France, soit 17,4 % de part d'audience, se plaçant en deuxième place des programmes les plus regardés ce soir-là derrière The Voice Kids.